# 臺中市立光正國民中學
臺中市立光正國民中學，簡稱光正國中，為臺灣臺中市大里區的公立國民中學。

## 校史
民國83年（1994年）8月正式奉准設校，隨即展開整地建校，至民國85年（1996年）7月30日完工，8月開始招生。民國99年（2010年）12月25日，臺中市及臺中縣合併升格為直轄市後，改稱臺中市立光正國民中學。

## 歷任校長
1. 林松：1994年9月－2001年7月31日
2. 賴明杭：2001年8月1日－2005年7月31日
3. 林進東：2005年8月1日－2011年7月31日
4. 王心怡：2011年8月1日－2018年7月31日
5. 張祥宜：2018年8月1日－2024年7月31日
6. 林筱玲：2024年8月1日－現任

## 學區
健民里、塗城、仁化里（1－4、28－29鄰）

## 姊妹校
- 慶尚北道榮州市：榮光女子中學校（朝鲜语：영광여자중학교）

## 外部連結
- 臺中市立光正國中